# Anne Laurila
Anne Laurila (nombre de casada Anne Lantee; 8 de mayo de 1982) es una deportista finlandesa que compitió en tiro con arco, en la modalidad de arco compuesto. Ganó dos medallas de plata en el Campeonato Europeo de Tiro con Arco al Aire Libre, en los años 2002 y 2006.

## Palmarés internacional
| Campeonato Europeo al Aire Libre | Campeonato Europeo al Aire Libre | Campeonato Europeo al Aire Libre | Campeonato Europeo al Aire Libre |
| Año                              | Lugar                            | Medalla                          | Prueba                           |
| -------------------------------- | -------------------------------- | -------------------------------- | -------------------------------- |
| 2002                             | Oulu (Finlandia)                 | Medalla de plata                 | Equipo                           |
| 2006                             | Atenas (Grecia)                  | Medalla de plata                 | Individual                       |